# Bernard Montgomery

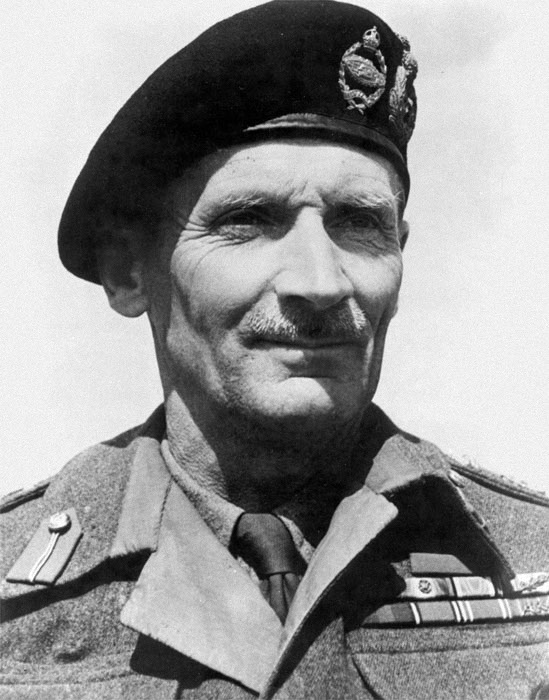
Sir Bernard Montgomery (um 1943)

Bernard Law Montgomery, 1. Viscount Montgomery of Alamein KG, GCB, DSO, PC (* 17. November 1887 in Kennington/London; † 24. März 1976 in Isington Mill, Hampshire) war ein britischer Berufsoffizier. 1944 wurde er von Churchill zum Generalfeldmarschall (Field Marshal) ernannt.
Als Sieger über Erwin Rommels Panzerarmee Afrika in der Zweiten Schlacht von El Alamein erlangte Montgomery Weltruhm und avancierte zum populärsten britischen Heerführer des Zweiten Weltkriegs (sein Spitzname in der britischen Armee und bei den alliierten Streitkräften war „Monty“). Im weiteren Kriegsverlauf war er Oberbefehlshaber der britischen Bodentruppen bei der alliierten Landung in der Normandie, der Operation Market Garden und der Besetzung Deutschlands.
Aufgrund seiner militärischen Verdienste wurde Montgomery in den erblichen Adelsstand erhoben und bekleidete den Posten des britischen Generalstabschefs sowie hohe Positionen in der NATO.

## Frühe Jahre
Bernard Law Montgomery wurde am 17. November 1887 im Londoner Stadtteil Kennington (Borough of Lambeth) geboren. Er war das vierte von neun Kindern des anglikanischen Geistlichen Henry Montgomery (1847–1932) mit dessen Ehefrau Maud, geb. Farrar (1864–1949). Nachdem sein Vater 1889 zum Bischof von Tasmanien ernannt worden war, übersiedelte die Familie nach Hobart und Montgomery verbrachte den Großteil seiner Kindheit auf der Insel vor der australischen Südküste. Gemäß den Gepflogenheiten des Viktorianischen Zeitalters, übernahm Mutter Maud während der monatelangen Abwesenheiten ihres Ehemannes die Erziehung der Kinder. Nicht selten kam es dabei zu körperlichen Züchtigungen, weshalb Montgomery ein sehr distanziertes Verhältnis zu seiner Mutter entwickelte und sich selbst als „Rabauken“ bezeichnete.
1901 kehrte die Familie nach London zurück und Montgomery machte an der privaten St. Paul’s School seinen Schulabschluss. Anschließend strebte er eine Offizierslaufbahn an und wurde an der Royal Military Academy Sandhurst aufgenommen. Obwohl Montgomery die Militärakademie fast wegen schlechtem Benehmens verlassen musste, bestand er die Abschlussprüfung und erhielt im September 1908 sein Offizierspatent. Als Second Lieutenant trat er in die British Army ein und wurde dem Royal Warwickshire Regiment zugeteilt. Montgomerys Brüder Harold und Brian dienten zeitweise ebenfalls in der Armee.
Von 1908 bis 1912 diente Montgomery in Britisch-Indien, bevor er als Bataillonsadjutant zu seinem Regiment zurückkehrte.

## Militärkarriere

### Erster Weltkrieg
Nach Ausbruch des Ersten Weltkriegs wurde Montgomerys Regiment als Teil der British Expeditionary Force (BEF) an die Westfront nach Frankreich entsandt. Er kämpfte in den Schlachten bei Mons (23./24. August 1914) und Le Cateau (26. August 1914). Später lernte er in den Ebenen Flanderns und Nordfrankreichs die Realität des Grabenkrieges kennen und wurde aufgrund seiner Leistungen mit dem Distinguished Service Order ausgezeichnet. Am 13. Oktober 1914 erlitt Montgomery während einer Offensive nahe Bailleul durch einen Lungenschuss eines deutschen Scharfschützen eine schwere Verwundung. Erst nach seiner vollständigen Genesung im Frühjahr 1915 konnte er den Dienst wieder aufnehmen.
Zunächst wurde er als Instrukteur einer Ausbildungseinheit in Lancashire eingesetzt und kehrte 1916 als Stabsoffizier der 33rd Division an die Westfront zurück. Im Juli 1917 wurde Montgomery dem Stab der 2nd Army unter General Herbert Plumer zugewiesen. Im Juli 1918 wurde Montgomery temporär zum Lieutenant Colonel befördert und zum Stabschef der 47th Division ernannt.

### Zwischenkriegszeit
Gemäß den Bestimmungen des Waffenstillstands von Compiègne rückte Montgomery mit den britischen Besatzungstruppen (Britische Rheinarmee) im Deutschen Reich ein und besetzte das linksrheinische Ufer.
1919 wurde er zu Fortbildungsmaßnahmen vorübergehend an das Staff College in Camberley abgeordnet und verrichtete anschließend Dienst bei verschiedenen Einheiten in Großbritannien und Irland (Verwendung im Irischen Unabhängigkeitskrieg). Nach seiner Beförderung zum Major hielt Montgomery von 1926 bis 1929 selbst Vorträge als Dozent am Staff College und erarbeitete in dieser Funktion Ausbildungs- und Trainingsprogramme für die Infanterie.
1931 erfolgte die Beförderung zum Colonel sowie die Übernahme des Kommandos über das 1st Bataillon des Royal Warwickshire Regiments mit Dienstzeiten in Palästina und abermals Britisch-Indien. Von 1934 bis 1937 war Montgomery Dozent am Indian Staff College in Quetta. 1937 kehrte er nach Großbritannien zurück und als Brigadier der 9th Infantry Brigade organisierte er in einem Manöver eine kombinierte Landung mit Amphibienfahrzeugen, die den Generalstabschef des Südkommandos, General Archibald Wavell beeindruckte. Daher wurde Montgomery im Oktober 1937 zum Major General befördert und wiederum nach Palästina versetzt. Als Befehlshaber der 8th Infantry Division nahm er an der Niederschlagung des Arabischen Aufstandes teil, bevor er im Juli 1939 aufgrund einer Erkrankung nach Großbritannien zurückkehren musste.

### Zweiter Weltkrieg
Am 3. September 1939 erklärte das Britische Empire als Reaktion auf den Überfall auf Polen dem Deutschen Reich den Krieg. Montgomery, als Kommandeur der 3rd Division, wurde als Teil der British Expeditionary Force (BEF) nach Frankreich verlegt, um die Verbündeten im Falle eines deutschen Einmarsches zu unterstützen. Nach Monaten des Sitzkrieges begannen mit dem deutschen Angriff am 10. Mai 1940 die Kampfhandlungen im Westen, in deren Verlauf sich die alliierten Streitkräfte rasch an die Kanalküste zurückziehen mussten. Durch eine geschickte Rückzugstaktik gelang es Montgomery, seine Division ohne nennenswerte Verluste nach Dünkirchen zu verlegen, von wo sie im Rahmen der Operation Dynamo nach Großbritannien evakuiert wurde. Nach der Niederlage Frankreichs befürchtete die britische Regierung auch eine deutsche Invasion auf den Britischen Inseln und organisierte deren Verteidigung. Montgomery sollte die Verteidigung von Hampshire und Dorset übernehmen. Dabei präsentierte er sich einmal mehr als Offizier, der wiederholt Unstimmigkeiten mit seinen Vorgesetzten austrug. Ab Dezember 1941 war er als Kommandeur des South-Eastern Command verantwortlich für eine mögliche Verteidigung der Grafschaften Kent, Sussex und Surrey. Er benannte dieses Kommando um in South-Eastern Army, um dessen Offensivcharakter zu verdeutlichen. In dieser Zeit führte er das Militärmanöver Exercise Tiger mit 100.000 beteiligten Soldaten durch.

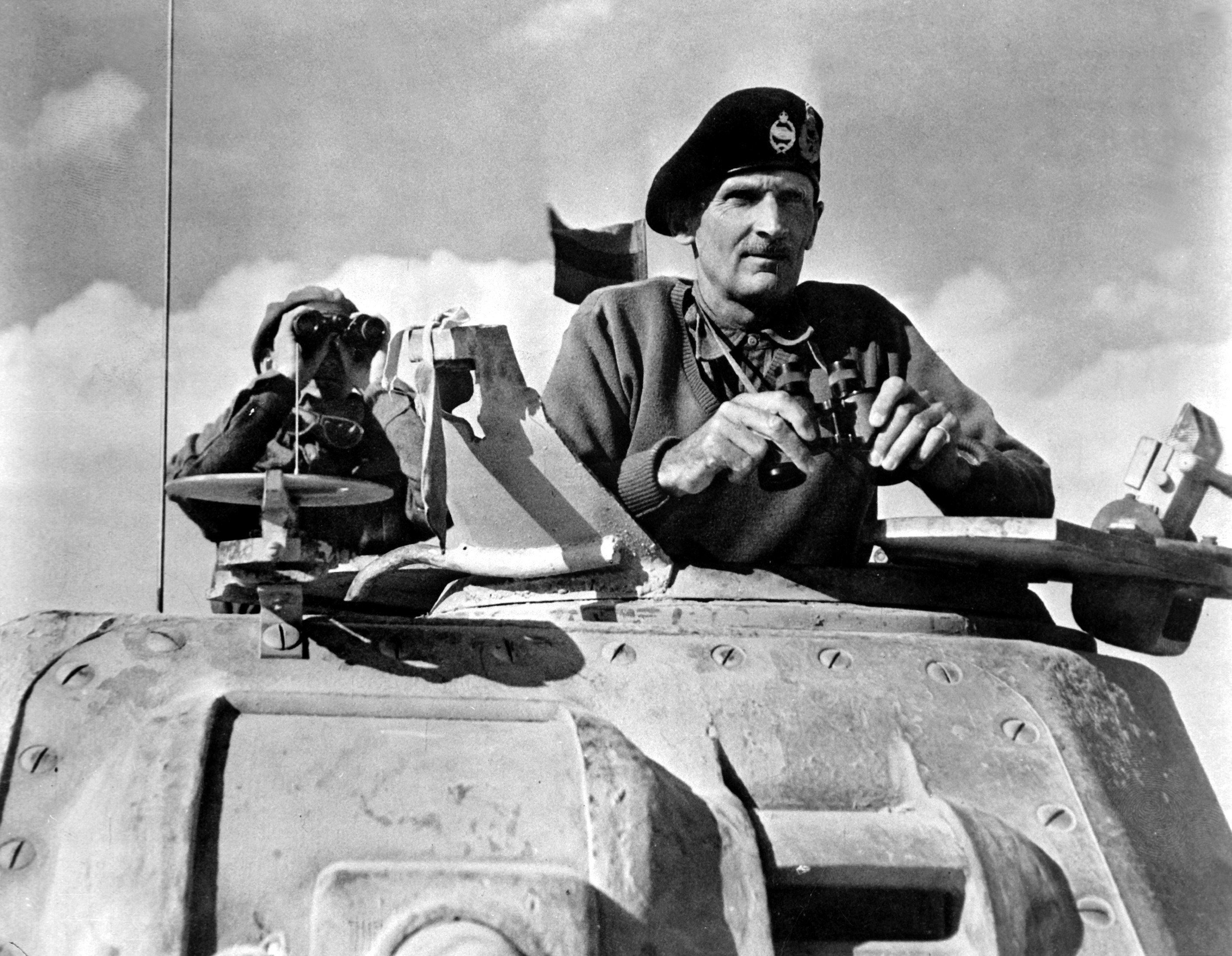
Montgomery in einem M3 Lee/Grant-Panzer in Nord-Afrika

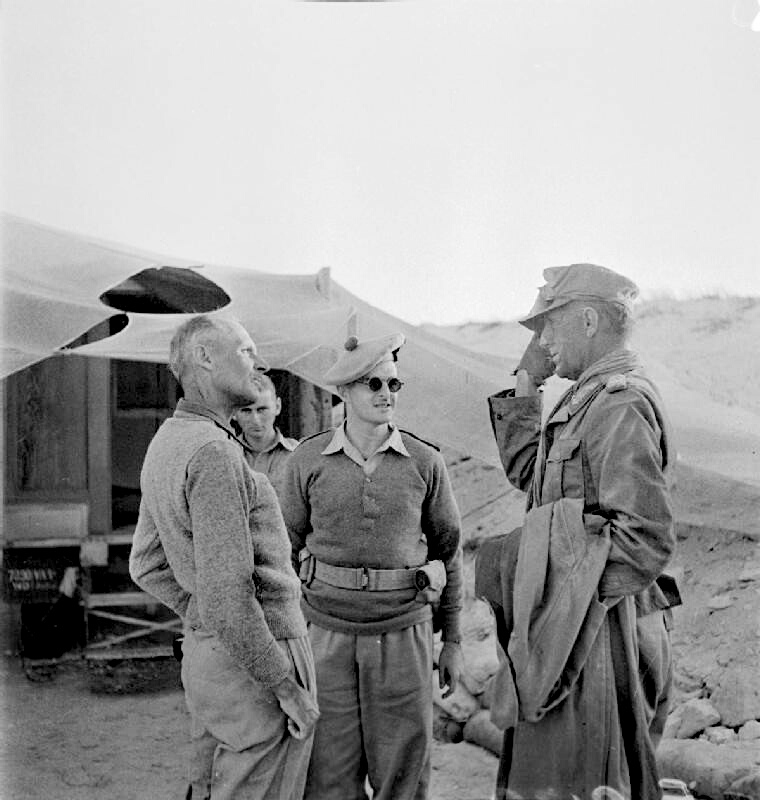
Montgomery (links) trifft den gefangen genommenen General Wilhelm von Thoma (rechts) (1942)

Premierminister Winston Churchill ernannte Montgomery am 13. August 1942 zum Oberbefehlshaber der 8th Army, die sich auf dem nordafrikanischen Kriegsschauplatz vor den Achsenmächten unter Erwin Rommel bis nach Ägypten hatte zurückziehen müssen. Churchill hatte Montgomerys Amtsvorgänger Claude Auchinleck abgesetzt, da sich dieser weigerte, die lange geforderte Großoffensive bei el-Alamein nicht ausreichend vorbereitet zu führen. Er wurde zunächst durch General Harold Alexander als Oberbefehlshaber Nahost und durch Lieutenant-General William Gott als Oberbefehlshaber der 8th Army ersetzt. Gott starb jedoch kurz darauf bei einem Flugzeugabsturz, woraufhin Montgomery zum Befehlshaber dieser Armee ernannt wurde.
Montgomerys Aufgabe war unter anderem, den für das Empire lebenswichtigen Sueskanal zu verteidigen. Er begab sich umgehend zu seiner Armee und strukturierte seine Einheiten um, denn er war der Ansicht, dass Army, Navy und Air Force gemeinsam agieren sollten. Durch häufige Besuche bei Frontsoldaten gelang es „Monty“, wie er von ihnen genannt wurde, die angeschlagene Kampfmoral zu heben. Montgomery führte mit Unterstützung Alexanders den umfangreichen Neuaufbau der Armee durch. Auf das Verlangen Churchills eines Offensivbeginns bereits im September teilten Montgomery und Alexander mit, den Angriff für Ende des Folgemonats veranschlagt zu haben.
In der Zweiten Schlacht von El Alamein konnten die deutschen und italienischen Truppen der Übermacht der Commonwealth-Truppen nicht standhalten und mussten sich zurückziehen. Der Nimbus des als unbesiegbar geltenden Rommel war gebrochen und die 8th Army drängte die gegnerischen Truppen im Laufe des Jahres bis nach Tunesien zurück, wo ihre Reste im Mai 1943 kapitulierten. Durch diesen Sieg, insbesondere in der Schlacht von El Alamein, avancierte Montgomery zu einem der populärsten Kriegshelden Großbritanniens und wurde von der Propaganda gefeiert. In Anerkennung seiner Leistungen wurde Montgomery am 11. November 1942 als Knight Commander des Order of the Bath in den persönlichen Adelstand erhoben und führte fortan den Namenszusatz „Sir“.
Gemeinsam mit den im November 1942 in Marokko und Algerien gelandeten US-Truppen (Operation Torch) setzte Montgomerys 8th Army im Sommer 1943 nach Sizilien über (Operation Husky). Unter dem alliierten Oberkommando Dwight D. Eisenhowers eroberten Montgomery und US-General George S. Patton Sizilien, wobei das Geltungsbedürfnis beider Heerführer zu einem Wettlauf mit unnötig hohen Verlusten führte. Die alliierte Invasion Süditaliens führte schließlich zum Ausscheiden Italiens aus dem Verbund der Achsenmächte und zum Sturz Mussolinis am 25. Juli 1943. Auch im weiteren Kriegsverlauf kam es oft zu einem Wettstreit der beiden alliierten Heerführer.
Anfang Januar 1944 wurde Montgomery von seinem Posten als Oberbefehlshaber der 8th Army abberufen und nach Großbritannien zurückbeordert, wo die Vorbereitungen einer alliierten Landung in Frankreich in vollem Gange waren. Um die Deutschen zu täuschen, wurde damals sogar ein Doppelgänger für Montgomery eingesetzt. Es war der australische Schauspieler M. E. Clifton James, der Montgomery sehr ähnlich sah. Er besuchte die britischen Truppen im Mittelmeerraum und verschleierte damit die Anwesenheit von Montgomery in Großbritannien, der damals entscheidend an der Planung der Operation Overlord beteiligt war. Oberbefehlshaber aller alliierten Streitkräfte in Europa wurde Eisenhower, während Montgomery das Kommando über die Bodentruppen erhielt (21st Army Group). Gleichzeitig wurde er von Churchill zum Field Marshal ernannt. Die Landung in der Normandie (6. Juni 1944) gelang und nach heftigen Abwehrkämpfen (Schlacht um Caen, Durchbruch bei Avranches, Kessel von Falaise) rückten die alliierten Armeen auf Paris vor, das am 25. August befreit wurde. Anschließend war Montgomery verantwortlich für die Luft-Boden-Operation Market Garden (September 1944), die jedoch erfolglos war und hohe Verluste kostete. Differenzen mit den Amerikanern gab es, als Montgomery nach der deutschen Ardennenoffensive im Winter 1944/45 in einer Pressekonferenz den Sieg verkündete, während die Amerikaner der Ansicht waren, er habe seine Kräfte zu lange zurückgehalten.

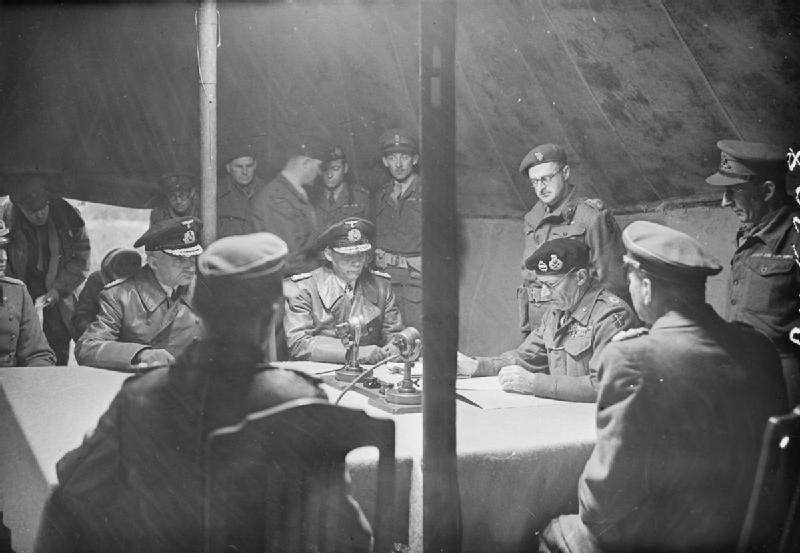
Admiral von Friedeburg und Feldmarschall Montgomery bei der Unterzeichnung der Teilkapitulationserklärung auf dem Timeloberg am 4. Mai 1945

Die Alliierten erreichten im Februar/März 1945 in Deutschland den Rhein und am 23. März setzte Montgomery mit seiner Heeresgruppe auf das rechte Ufer über (Operation Plunder). Dann zog er Richtung Norden, besetzte u. a. Hamburg und verhinderte so ein Eindringen der Roten Armee nach Dänemark. Während des Vormarsches durch Norddeutschland befreiten seine Einheiten das KZ Bergen-Belsen am 15. April 1945. Am 4. Mai 1945 nahm Montgomery in seinem Lüneburger Hauptquartier auf dem Timeloberg nahe Wendisch Evern die durch Karl Dönitz autorisierte Teilkapitulation der Wehrmacht für Nordwestdeutschland, Dänemark und die Niederlande entgegen. Seine Truppen verhafteten am 23. Mai 1945 die Mitglieder der Regierung Dönitz in Flensburg-Mürwik.
Teilweise wurden Montgomerys Pläne als einfallslos und starr kritisiert, so begann er meist erst eine Schlacht, wenn die eigene Überlegenheit schon erdrückend und so der Ausgang des Gefechts von vornherein klar war. Wenn er mit überlegenen Kräften angreifen konnte, machte sich die sorgfältige, auf geringe Verluste ausgerichtete Planung positiv bemerkbar. Sein Gegner Rommel urteilte in seinen Memoiren, Montgomery habe nichts riskiert; kühne Lösungen seien diesem völlig fremd gewesen.
Nach der deutschen Gesamtkapitulation (VE-Day) blieb Montgomery bis Ende Januar 1946 Oberbefehlshaber der britischen Besatzungstruppen in Deutschland und war somit Teil des Alliierten Kontrollrats. Er wohnte in dieser Zeit in Lübbecke und bewohnte dort die Villa August Wilhelm Blase. Sein zweites Quartier war das Gut Ostenwalde in Oldendorf im Landkreis Osnabrück, welches er in den Jahren 1945 und 1946 bewohnte.

### Späte Jahre
Der überaus populäre Montgomery wurde am 31. Januar 1946 feierlich als Viscount Montgomery of Alamein, of Hindhead in the County of Surrey, von König Georg VI. zum erblichen Peer erhoben und wurde dadurch Mitglied des House of Lords. Am 3. Dezember 1946 wurde er in den Hosenbandorden aufgenommen. 1948 wurde er als auswärtiges Mitglied in die Académie des Beaux-Arts aufgenommen. Von 1946 bis 1948 bekleidete er den höchsten militärischen Posten der britischen Streitkräfte (Chief of the Imperial Staff). Nach den Anschlägen auf das King David Hotel 1946 durch die Irgun warf er der Regierung Attlee vor, der Armee nicht die nötigen Befugnisse zu erteilen, um die Ordnung im Mandatsgebiet Palästina wiederherzustellen. Montgomery erklärte, falls dazu der politische Wille nicht bestehe, solle sich Großbritannien eher ganz aus dem Gebiet zurückziehen.
Anschließend befehligte er die Landstreitkräfte der NATO, von 1951 bis 1958 war er stellvertretender Oberbefehlshaber der NATO. 1958, nach insgesamt 50 Jahren im aktiven Militärdienst, nahm der 71-jährige Montgomery seinen Abschied aus der Army.

## Privatleben
1927 heiratete er Elizabeth Carver, die Schwester von Percy Hobart. Ihr erster Ehemann, Oswald Carver, war im Ersten Weltkrieg gefallen. Sie brachte zwei Söhne mit in die Ehe. 1928 wurde der gemeinsame Sohn David Montgomery geboren. 1937 starb Elizabeth an einer Sepsis.

## Lebensende

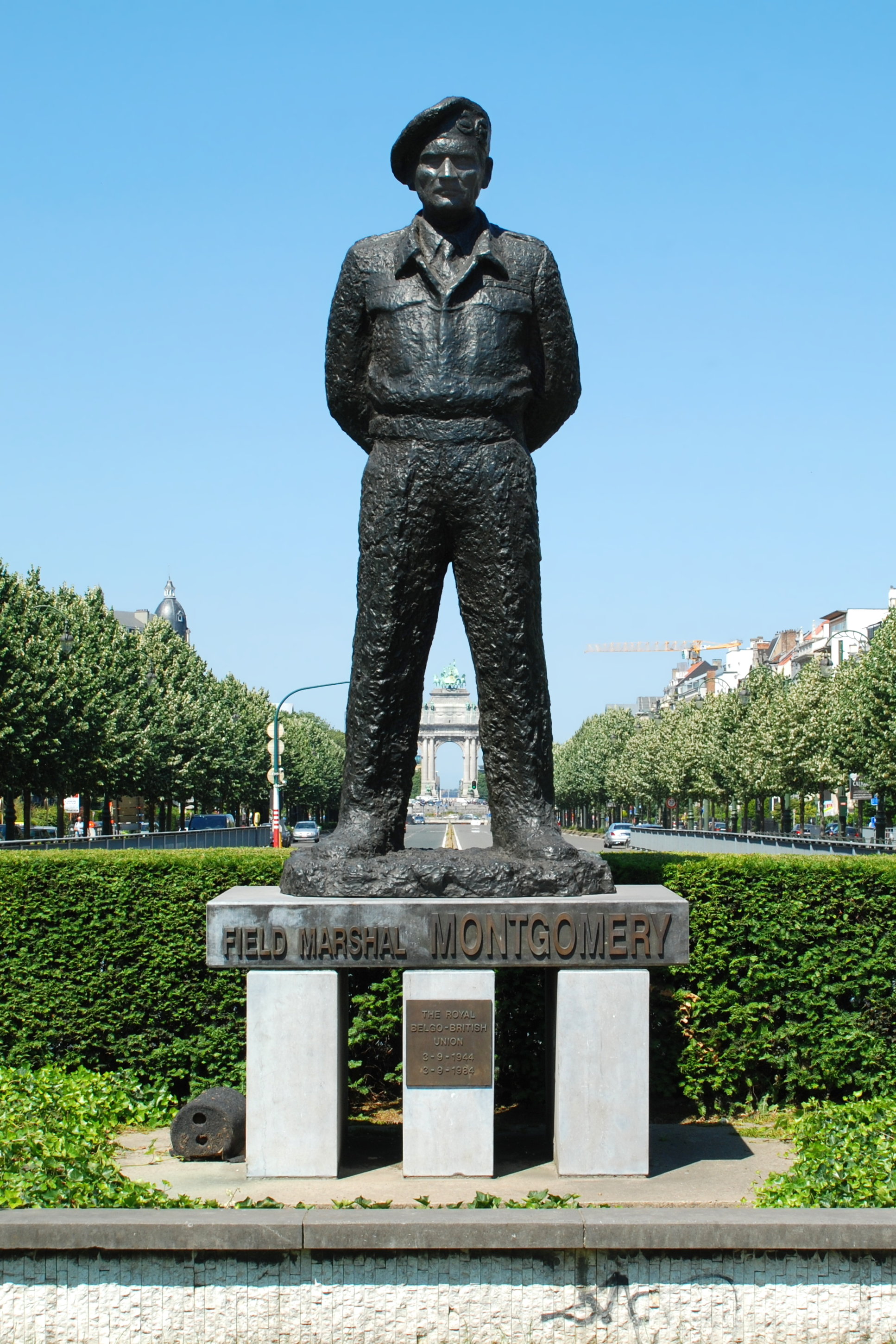
Montgomery-Statue in Brüssel, Belgien.

Nach seinem Abschied aus dem Dienst verfasste Montgomery verschiedene Werke über seine Kriegserlebnisse: El Alamein to the River Sangro, Normandy to the Baltic (beide 1946) und The Memoirs of Field Marshal Montgomery (1958). Außerdem verfasste er das militärhistorische Werk A History of Warfare (1968)
Am 24. März 1976 starb Montgomery in seinem Haus in Isington Mill, nahe Alton in der Grafschaft Hampshire im Alter von 88 Jahren. Nach einer Zeremonie in der St George’s Chapel in Windsor wurde er auf dem Holy Cross Churchyard in Binsted beigesetzt.

## Orden und Ehrenzeichen
- Knight Companion des Hosenbandordens (UK, 3. Dezember 1946)[6]
- Knight Grand Cross des Order of the Bath (UK, 14. Juni 1945)[6]
- Knight Commander des Order of the Bath (UK, 11. November 1942)[6]
- Companion des Order of the Bath (UK, 11. Juli 1940)
- Distinguished Service Order (UK, 1914)
- Mentioned in Despatches (UK, 17. Februar 1915, 4. Januar 1917, 11. Dezember 1917, 20. Dezember 1918, 5. Juli 1919, 15. Juli 1939, 24. Juni 1943, 13. Januar 1944)
- Distinguished Service Medal (USA, 1947)
- Chief Commander der Legion of Merit (USA, 1943)
- Sowjetischer Siegesorden (UdSSR, 21. Juni 1945)
- Suworoworden erster Klasse (UdSSR, 16. Januar 1947)
- Croix de guerre (Frankreich, 1919)
- Ritter des Elefanten-Ordens (Dänemark, 2. August 1945)
- Großkommandeur des Ordens Georgs I. (Griechenland, 20. Juni 1944)
- Großkreuz des Virtuti Militari (Polen, 31. Oktober 1944)
- Großkreuz des Ordens des Weißen Löwen (Tschechoslowakei, 1947)
- Großoffizier mit Palme des Ordens Leopolds II. (Belgien, 1947)
- Kriegskreuz mit Palme (Belgien, 1940)
- Großkreuz des Ordens vom Niederländischen Löwen (Niederlande, 16. Januar 1947)
- Großkreuz des Sankt-Olav-Ordens (Norwegen, 1951)
- Militärmedaille (Frankreich, 1958)
- Großkreuz der Ehrenlegion (Frankreich, Mai 1945)
- Tschechoslowakisches Kriegskreuz 1939 (Tschechoslowakei, 1947)

## Werke
- 1946: El Alamein to the River Sangro.
- 1946: Normandy to the Baltic. Hutchinson
- 1958: The memoirs of field-marshal the Visc. Montgomery of Alamein. Collins, auch Cleveland, The World Publishing Company. Wiederveröffentlicht 2005: ISBN 978-1-84415-330-5, Pen & Sword Books; Deutsche Übersetzung: 1958: Marshall Montgomery - Memoiren. Paul List Verlag, München
- 1961: The Path to Leadership. London, UK: Collins. ISBN 81-8158-128-8.
- 1968: A Concise History of Warfare. Wordsworth Military Library. Ware, Herts, UK: Wordsworth Editions. ISBN 978-1-84022-223-4.
- 2008: Stephen Brooks (Hrsg.), Bernard L. Montgomery (Autor): Montgomery and the Battle of Normandy: A Selection from the Diaries, Correspondence and Other Papers of Field Marshal the Viscount Montgomery of Alamein, January to August 1944. Army Records Society series, 27. Stroud, UK: Sutton Publishing. ISBN 978-0-7509-5123-4.

## Sport
Montgomery war zwischen 1944 und 1961 Ehrenpräsident des Fußballvereins FC Portsmouth.

## Film
- Vier Kriegsherren gegen Hitler – Bernard L. Montgomery: Verloren im Triumph von Wolfgang Schoen, TV Schoenfilm D 2001[16]